# Bilal Coulibaly
Bilal Coulibaly (Saint-Cloud, Isla de Francia; 26 de julio de 2004) es un baloncestista francés que pertenece a la plantilla de los Washington Wizards de la NBA. Con 2,03 metros de estatura, juega en la posición de alero. 

## Trayectoria deportiva

### Primeros años
Coulibaly creció en Courbevoie, Francia, y comenzó a jugar baloncesto para Courbevoie Sport Basket a los ocho años. De ahí pasó a jugar en el equipo juvenil de Levallois Sporting Club Basket en 2017.

### Profesional

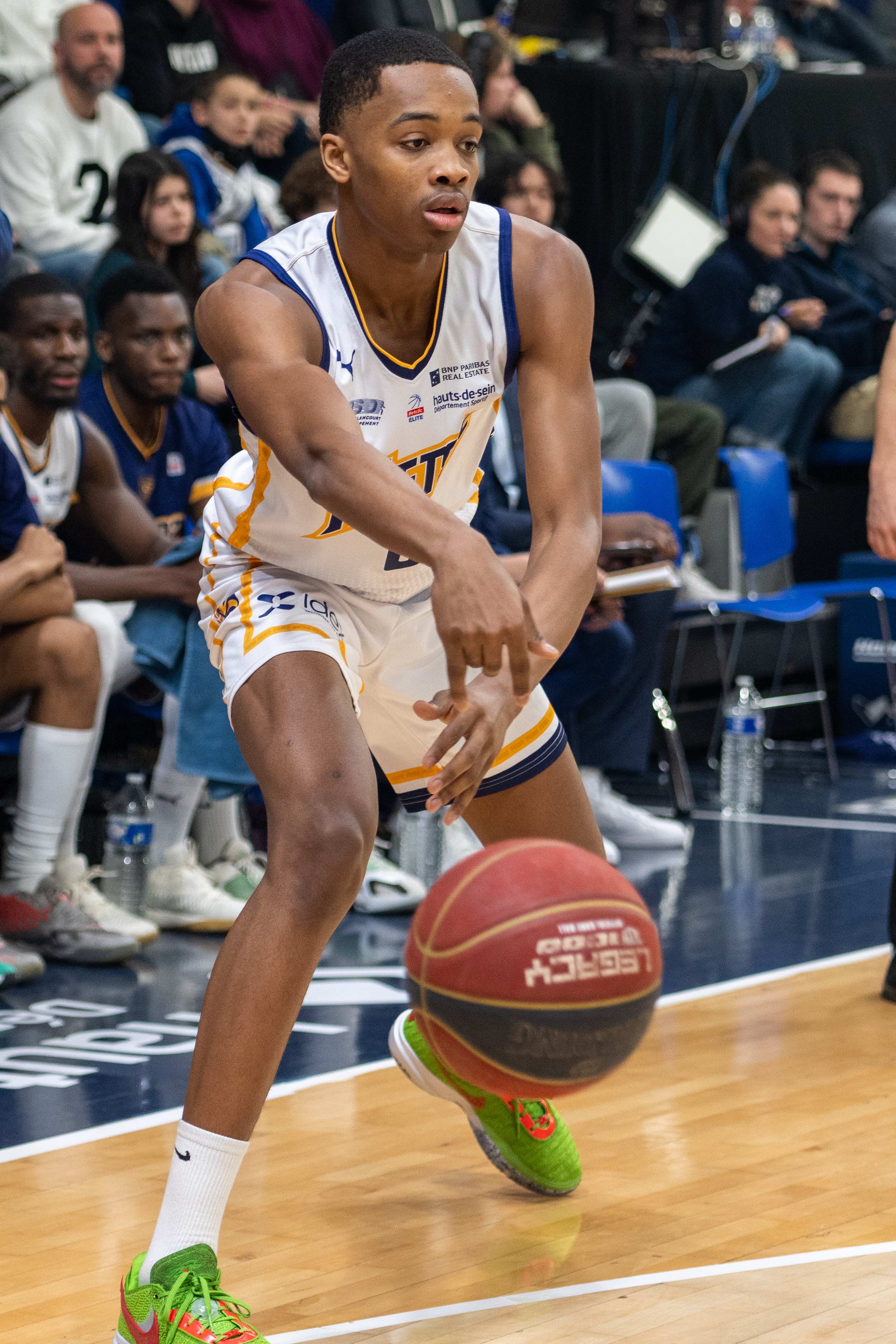
Bilal Coulibaly con Metropolitans 92 en 2023.

Comenzó a jugar profesionalmente para Metropolitans 92 en LNB Espoirs, la liga francesa sub-21, en 2021. La temporada 2022-23 comenzó jugando también en el equipo sub-21, pero pronto lo comenzó a compaginar con apariciones en el primer equipo, en el cual finalmente se consolidó, tras promediar en el sub-21 21,9 puntos, 2,6 robos y 1,2 tapones. Acabó la temporada en el primer equipo con unos promedios de 6,1 puntos y 3,1 rebotes por partido.
Fue elegido en la séptima posición del Draft de la NBA de 2023 por los Indiana Pacers, para ser posteriormente traspasado a los Washington Wizards.

### Selección nacional
Fue integrante de la selección júnior francesa Sub-18 que disputó el EuroBasket Sub-18 de Turquía 2022, donde promedió 7,7 puntos y Francia terminó en quinta posición.
Entre julio y agosto de 2024 fue parte de la selección absoluta de Francia, que disputó los Juegos Olímpicos de París, y que ganó la plata, tras perder la final ante Estados Unidos.

## Estadísticas de su carrera en la NBA

### Temporada regular
| Año     | Equipo     | PJ  | PT | MPP  | %TC  | %3P  | %TL  | RPP | APP | ROB | TPP | PPP  |
| ------- | ---------- | --- | -- | ---- | ---- | ---- | ---- | --- | --- | --- | --- | ---- |
| 2023-24 | Washington | 63  | 15 | 27.2 | .435 | .346 | .702 | 4.1 | 1.7 | .9  | .8  | 8.4  |
| 2024-25 | Washington | 59  | 59 | 33.0 | .421 | .281 | .746 | 5.0 | 3.4 | 1.3 | .7  | 12.3 |
| Total   | Total      | 122 | 74 | 30.0 | .427 | .311 | .728 | 4.5 | 2.5 | 1.1 | .7  | 10.3 |